# Marie Lenéru
Marie Lenéru, née à Brest le 2 juin 1875 et morte à Lorient le 23 septembre 1918, est une dramaturge et diariste française.

## Biographie
Elle est née dans une famille d'officiers de marine rue de Siam à Brest. Son père Alfred Lenéru (1843-1876), lieutenant de vaisseau, chevalier de la Légion d'honneur, ancien élève de l'Ecole navale (1861-63), homme très cultivé, meurt alors qu'elle n'a que dix mois.
En mai 1887, à onze ans, à la suite d'une rougeole, Marie Lenéru devient sourde et aveugle. Sa mère, Marie Dauriac, poursuit son éducation avec beaucoup de patience simplement par le toucher.
Marie demeure sourde, mais sa vue s'éclaircit assez pour lui permettre de correspondre par écrit et de lire à la loupe. Elle poursuit une carrière littéraire, écrivant des pièces de théâtre qui s'inscrivent dans le courant du théâtre d'idées, jouées notamment à l'Odéon et à la Comédie-Française.
Elle meurt le 23 septembre 1918 à Lorient, à la suite de l'épidémie de grippe espagnole.
Une rue de Brest porte son nom.

## Œuvres
En 1908, elle envoie une nouvelle, intitulée La Vivante, à un concours littéraire organisé par Le Journal. Le prix qu'elle gagne est son premier succès littéraire. Catulle Mendès, Fernand Gregh et Rachilde saluent avec enthousiasme le talent de cette jeune fille inconnue. On pourra lire, dans le Journal littéraire de Paul Léautaud au 6 novembre 1908, les conditions d'organisation de ce concours.
Sa première pièce de théâtre, Les Affranchis, est écrite en 1908 et envoyée à Catulle Mendès qui ne va cesser de la défendre. Elle reste cependant trois ans sans être jouée, bien qu'elle obtienne le prix de 1000 francs pour une œuvre inédite, attribué par la « Vie heureuse » à l'occasion de sa publication par l'éditeur Hachette en 1910, avec une préface de Fernand Gregh, qui rappelle que cet honneur aurait dû revenir à Catulle Mendès s'il n'était mort l'année précédente. Quelques-uns des amis de Marie Lenéru, dont le plus zélé est Léon Blum, entreprennent de lui trouver un théâtre. Finalement Antoine décide de programmer cette pièce à l'Odéon pour la saison 1910-1911. En 1914 l'Académie française lui attribue le Prix Emile Augier. En 1927, après la mort de l'auteur, cette pièce sera reprise à la Comédie-Française, après avoir été rééditée l'année précédente (1926) par l'éditeur Georges Crès.
Marie Lenéru nous est surtout connue par les thèses que lui ont consacré, en 1932, en Allemagne Maria Dissen, et en France une autre sourde, Suzanne Lavaud. Marie se passionne pour des personnalités exceptionnelles : elle publie une étude sur Saint-Just, qui lui vaut des compliments de Maurice Barrès. Un chapitre en est publié dans le Mercure de France sous le pseudonyme d'Antoine Morsain. Avec Le Cas de Miss Helen Keller, Marie Lenéru nous fait imaginer les difficultés rencontrées par une jeune américaine sourde, muette et aveugle, qui démontra au monde entier qu’un handicap ne signifie pas être inférieur et devint la première personne handicapée à obtenir un diplôme.
Après le succès des Affranchis, plusieurs de ses pièces se succèdent : Le Redoutable en 1912 à l'Odéon encore ; La Triomphatrice en 1917, représentée en 1918 à la Comédie Française ; La Paix en 1920 à l'Odéon. Elle a laissé d'autres pièces non jouées : La Maison sur le roc, Le Bonheur des autres, Les Lutteurs et Le Mahdi, pièce inédite dont le manuscrit est conservé à la Bibliothèque nationale de France. Ce théâtre, auquel on a reproché d'être froid et intellectuel, montre des couples qui se brisent contre des valeurs comme la religion, la famille, la charité. Ses trois pièces Les Affranchis, La Triomphatrice et La Paix sont rééditées en 2018 avec une préface de Cecilia Beach, spécialiste des femmes dramaturges francophones.
Elle a également laissé un journal intime, tenu de 1886 jusqu'à sa mort en 1918. Elle y confie d'une âme stoïque, ses souffrances et l'appétit de beauté et de perfection intérieure qui la tourmente. Sa foi religieuse s'obscurcit peu à peu, remplacée par une sorte de sérénité païenne et par une exaltation passionnée de la vie, qui se satisfait en écrivant. Ce journal, édité par G. Crès en 1922 (en deux volumes, dans les années 1886 à 1890, publiées dans La Revue mondiale en 1926), avec une préface de François de Curel, a été traduit en anglais par William Aspenwall Bradley et publié chez McMillan en 1923. Il a été réédité dans sa version intégrale en 1945 par Grasset (avec une préface de la cousine de Marie Lenéru, Fernande Dauriac) et en 2007 aux éditions Bartillat (dans les premières années).

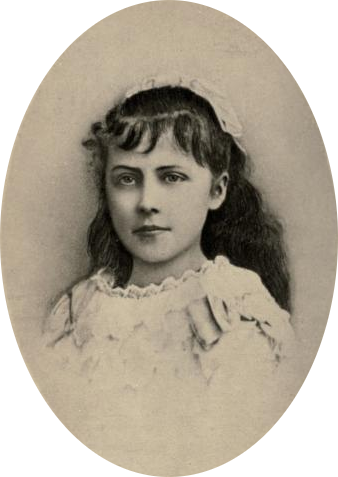
Marie Lenéru à l'âge de 10 ans.
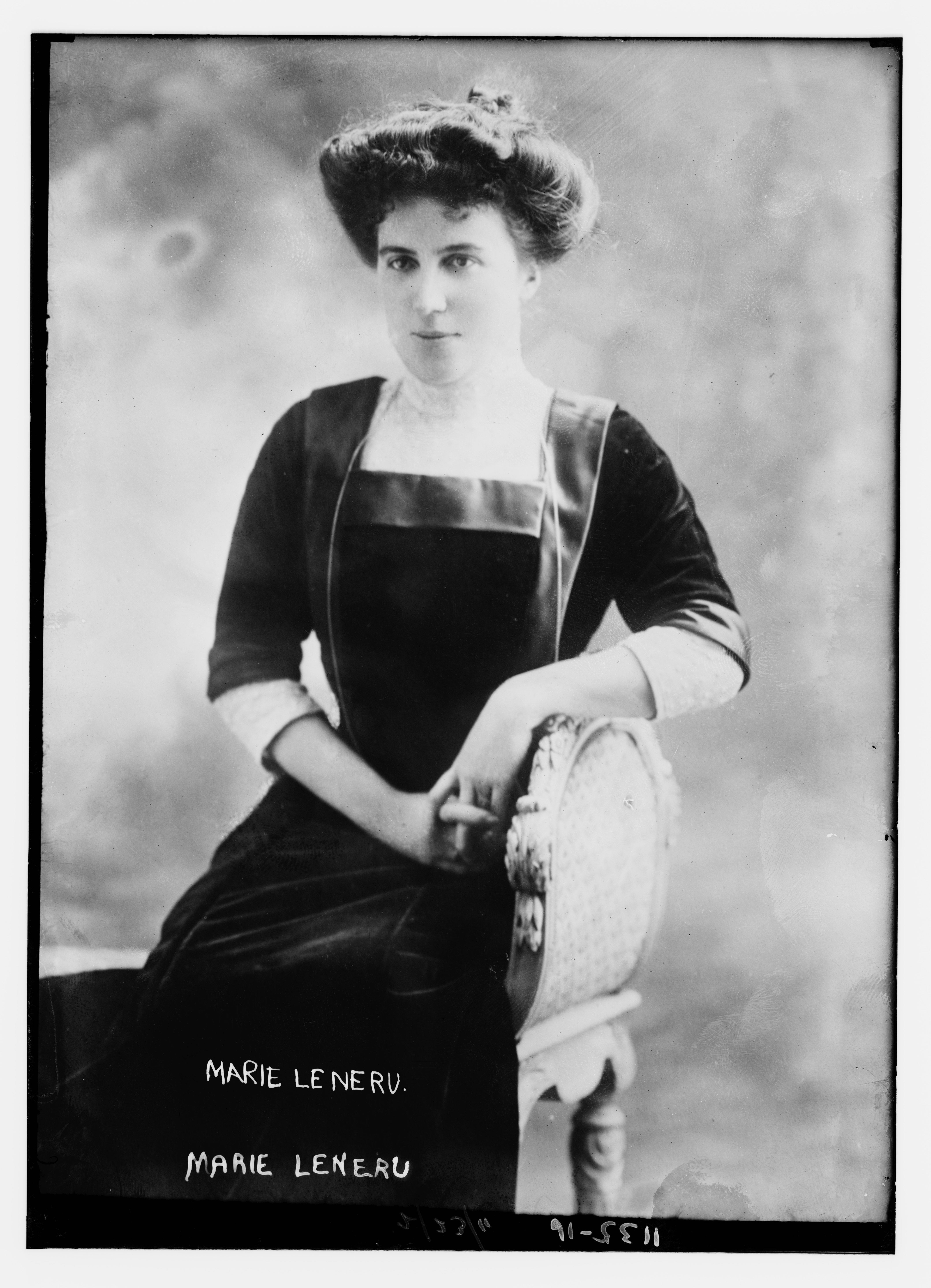
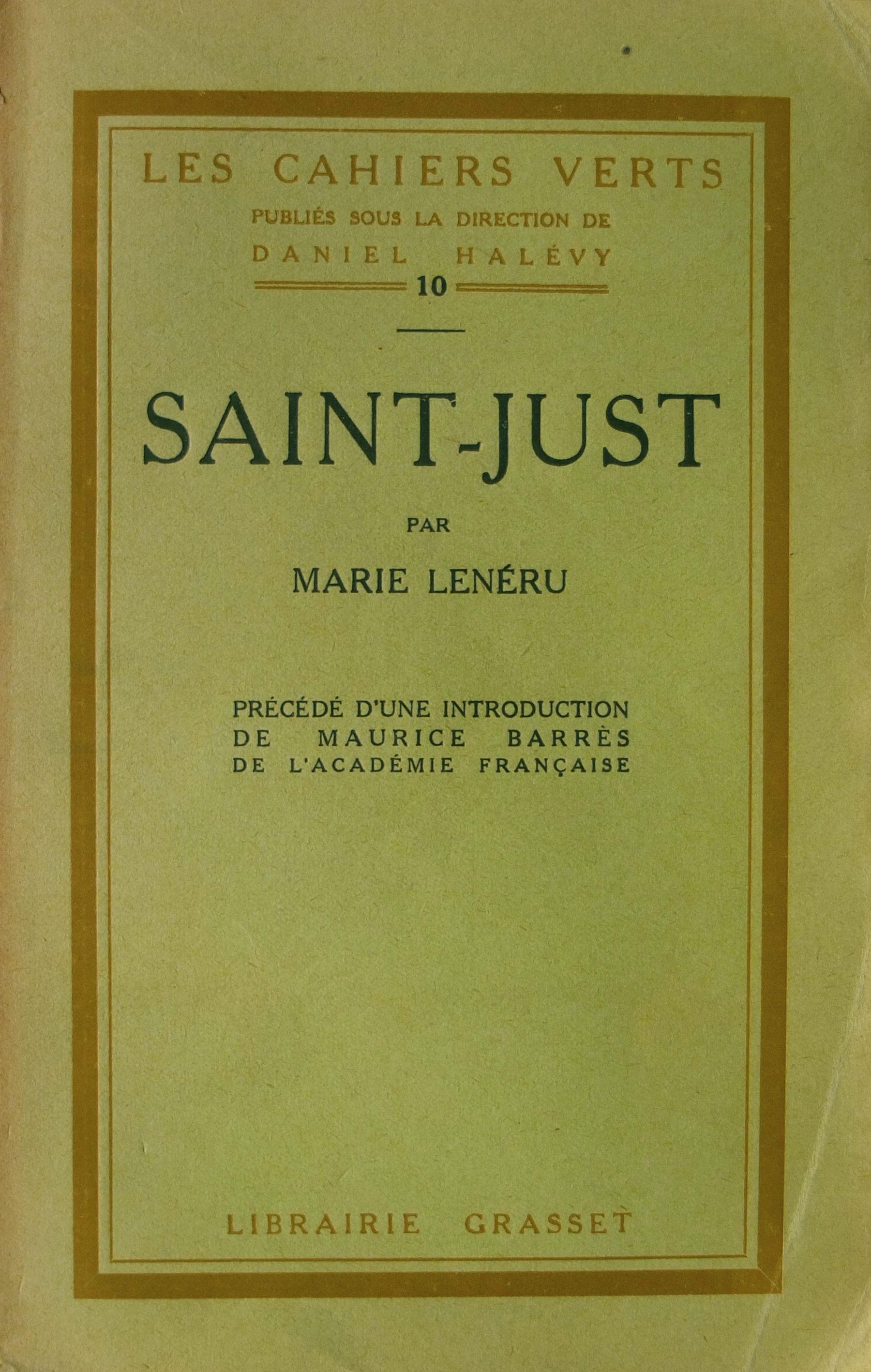
Saint-Just publié en 1922 dans la collection Les Cahiers verts (Grasset).

## Famille
Son père Alfred Lenéru était le fils de parents hôteliers à Paris. Il avait épousé à Brest en 1872 Marie Dauriac, fille du contre-amiral Alexandre Dauriac (1812-1878), grand officier de la Légion d'honneur, et d'Augustine Hollard. 
Marie Dauriac était la petite-fille du capitaine de vaisseau Alexandre Dauriac (1771-1853), officier de la Légion d'honneur, chevalier de l'Ordre royal et militaire de Saint-Louis, et la nièce du commissaire général de la Marine Charles Dauriac (1817-1892), commandeur de la Légion d'honneur, et du capitaine de vaisseau François Dauriac (1813- ?), officier de la Légion d'honneur. Elle avait aussi un frère, Lionel Dauriac (1847-1923), ancien élève de l'Ecole normale supérieure (1867-70), professeur de philosophie à la faculté des lettres de Montpellier, chevalier de la Légion d'honneur.

## Éditions de ses œuvres
- Le Cas de Miss Helen Keller, Paris, Mercure de France, 1908    (Wikisource).
- Les Affranchis, Paris, Librairie Hachette et Cie, 1910    (Wikisource), publiée dans Les Annales en 1921 ; aux éditions Spartacus IDH en 2018.
- La Vivante, Paris, Adolphe Brisson (Les Annales politiques et littéraires), 1911    (Wikisource).
- Le Redoutable, Librairie Hachette et Cie, Paris, 1912 disponible sur Internet Archive.
- Le Témoin, Londres, Paris, MacMillan, Champion (The Book of France), 1915    (Wikisource).
- La Paix, Paris, Grasset, 1922    (Wikisource) ; publiée dans Les Annales en 1921 ; aux éditions Spartacus IDH en 2018.
- Saint-Just, Paris, Grasset, 1922    (Wikisource).
- Journal de Marie Lenéru, Paris, G. Crès et Cie, 1922    (Wikisource) ; publié dans La Revue de France en 1921, aux éditions Bartillat en 2007 ; publié avec le Journal d'enfance par Grasset en 1945.
- La Maison sur le roc, La Revue hebdomadaire, Paris, 1924 ; publié chez Plon en 1927.
- Le Bonheur des autres, Librairie Bloud et Gay, Paris, 1925, lire en ligne sur Gallica.
- Quelques lettres intimes, Paris, Revue bleue, 1926    (Wikisource).
- La Triomphatrice, Paris, Eugène Figuière, 1928    (Wikisource) ; publiée dans Comœdia le 27 juin 1922 ; aux éditions Spartacus IDH en 2018.
- Les Lutteurs, Eugène Figuière, Paris, 1928.